# Carex gholsonii
Carex gholsonii  là một loài thực vật có hoa trong họ Cói. Loài này được Naczi & Cochrane mô tả khoa học đầu tiên năm 2002.